# إدينيو (لاعب كرة قدم برتغالي)
أرنالدو إدي لوبيس دا سيلفا (بالبرتغالية: Arnaldo Edi Lopes da Silva‏) ، (مواليد 7 يوليو 1982 في أفييرو - البرتغال) لاعب كرة قدم برتغالي يلعب حاليا لصالح نادي الدرجة الأولى مالقا الإسباني منذ 2009 في مركز المهاجم كما يجيد اللعب في مركز الجناح الأيمن .

## وصلات خارجية
- Málaga official profile
- Stats and profile at Zerozero
- Stats at ForaDeJogo
- BDFutbol profile
- أرنالدو إدي لوبيس دا سيلفا على موقع الاتحاد الدولي (مؤرشف)  (الإنجليزية)
- أرنالدو إدي لوبيس دا سيلفا على موقع الاتحاد الأوربي (الإنجليزية)
- أرنالدو إدي لوبيس دا سيلفا على موقع اتحاد تركيا (لاعب) (الإنجليزية)
- أرنالدو إدي لوبيس دا سيلفا على موقع قاعدة بيانات كرة القدم.إي يو (الإنجليزية)
- أرنالدو إدي لوبيس دا سيلفا على موقع ناشيونال فوتبول تيمز (الإنجليزية)
- أرنالدو إدي لوبيس دا سيلفا على موقع Soccerway.com (الإنجليزية)
- أرنالدو إدي لوبيس دا سيلفا على موقع عالم كرة القدم.نت (الإنجليزية)
- أرنالدو إدي لوبيس دا سيلفا على موقع AS.com (الإسبانية)
- Transfermarkt profile